# Kinuko Y. Craft
Pour les articles homonymes, voir Craft.
Kinuko Y. Craft, née le 3 janvier 1940 à Kanazawa, dans la préfecture d'Ishikawa, est une artiste peintre américaine d'origine japonaise, et illustratrice de fantasy art.

## Biographie
Kinuko Yamabe Craft est née à Kanazawa, dans la préfecture d'Ishikawa, au Japon, le 3 janvier 1940,. Elle obtient un Bachelor of Fine Arts en 1962 à l'université des beaux-arts de Kanazawa. En 1964, après avoir obtenu son diplôme, elle s'installe aux États-Unis pour étudier à l'École de l'Institut d'art de Chicago, où elle poursuit ses études de design et d'illustration. La plupart de ses premiers travaux sont destinés au marché éditorial et publicitaire.
Craft illustre les couvertures des anciennes éditions des œuvres de Shakespeare pour la Bibliothèque Folger. Elle aime les beaux-arts européens et s'appuie sur une connaissance approfondie de l'histoire de l'art européen pour créer ses œuvres. Elle est surtout inspirée par les œuvres de Léonard de Vinci, des préraphaélites et des peintres symbolistes. Son travail est réalisé avec une combinaison d'huiles et d'aquarelles sur des panneaux de bois enduit de gesso. Ses œuvres présentent des héros et héroïnes de fantasy, des faëries accompagnés de motifs floraux. 
Craft illustre huit livres d'images (contes de fées et mythologie classique) destinés aux enfants et aux jeunes lecteurs. Depuis le milieu des années 1990, elle concentre ses efforts sur l'illustration de jaquettes de livres fantastiques. Elle réalise notamment des peintures pour les couvertures de nombreux auteurs fantastiques de renom tels que Patricia A. McKillip, Juliet Marillier et Tanith Lee. Elle conçoit également des affiches d'opéra, des livres de contes de fées et peint des couvertures pour de nombreux magazines nationaux tels que le Times, Newsweek et National Geographic.
Elle collabore avec de nombreux auteurs et travaille avec son mari Mahlon F. Craft et sa fille Marie Charlotte Craft. Ses peintures originales, ses dessins et ses tirages en édition limitée sont représentés par la galerie Borsini-Burr à Montara (en), en Californie, et par d'autres galeries.
Ses œuvres sont utilisées sous licence pour des calendriers, des affiches, des cartes de vœux et d'autres produits de consommation. Ses livres de contes de fées sont actuellement distribués aux États-Unis, dans d'autres pays anglophones, en Europe, en Grèce, en Chine et en Corée. Elle reçoit de nombreux prix pour son travail, dont plusieurs médailles d'or et d'argent de la Society of Illustrators (en), basée à New York. Les œuvres de Mme Craft figurent dans les collections de la National Portrait Gallery (États-Unis), du Museum of American Illustration de New York, de la National Geographic Society et d'autres collections d'entreprises.
Depuis 2001, elle est nommée cinq fois comme meilleure artiste aux Prix World Fantasy et remporte le prix en 2011 et 2023,.
Craft donne également des conférences et des ateliers dans de nombreuses écoles d'art, universités et organisations, notamment au Art Center College of Art and Design, à l'université d'État de San José, à l'école de design de Rhode Island, au Philadelphia College of the Arts (2012), etc...

### Vie privée
Kinuko Y. Craft se marie en 1965 avec l'écrivain Mahlon F. Craft avec qui elle aura une fille, Marie Charlotte Craft. Leur fille devient également écrivaine. L'artiste illustre plusieurs livres de son mari et de sa fille tout au long de sa carrière. La famille vit dans le Connecticut.

## Distinctions

### Récompenses
- 1987 : Prix Hamilton King de la Society of Illustrators[12].
- 1999 : Prix Chesley pour la couverture Song for the Basilisk par Patricia A. McKillip[13].
- 2001 : Prix Chesley pour la meilleure illustration d'intérieur pour Cinderella de Kinuko Y. Craft[13].
- 2002 : Prix Chesley de la meilleure illustration de produit pour La Walkyrie, affiche pour la Dallas Opera Company[13].
- 2002 : Prix Spectrum pour Grand Maître (en)[3]
- 2008 : Hall of Fame de la Society of Illustrators[14].
- 2011 : Meilleure artiste aux Prix World Fantasy[9].
- 2016 : Prix Chesley pour l’ensemble de sa carrière artistique[13].
- 2023 : Meilleure artiste aux Prix World Fantasy[10]

### Nominations
- 2023 : Prix Locus du meilleur artiste[15].

## Publications
- (en) Kinuko Craft: Drawings and Paintings, Imaginosis, 2007, 76 p. (ISBN 978-0977995615)
- (en) Kinuko Craft: Visions of Beauty, Borsini-Burr Inc. & Imaginary Realism, 2022, 294 p. (ISBN 978-9078460008)